# Albúmina
L'albúmina és la proteïna més abundant (de major concentració: 50-65%) al plasma sanguini i és produïda exclusivament pel fetge. Aquesta molècula està composta d'hidrogen, oxigen, nitrogen i un petit percentatge de sofre. Les albúmines són, en general, riques en àcid glutàmic i aspàrtic, lisina i leucina, contenen asparagina i glutamina i solen ser pobres en triptòfan.
A grans trets es pot dir que és un 'transportador' de la sang i el conté el plasma. Així i tot, també té usos cosmètics i culinaris, entre d'altres; per exemple, per unir els objectes de fang trencats s'utilitza una massa feta d'albúmina amb hidròxid de calci, que és molt dura i semblant al ciment.

## Característiques generals
- Té una constant de dissociació de 8,5
- Té un pH de 8
- Té un pI de 4,9

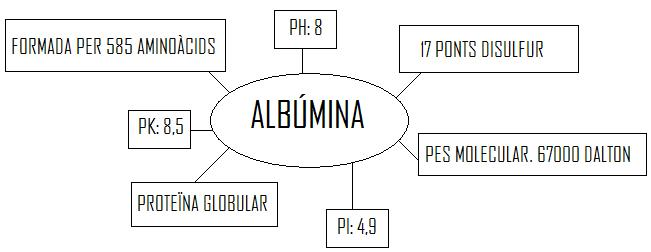
Albúmina

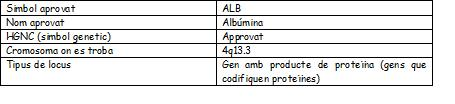
Taula Albúmina

Es tracta d'una proteïna globular amb estructura esfèrica constituïda per 585 aminoàcids amb 17 ponts disulfur entrecreuats a la seva molècula i que té un pes molecular de 67.000 dalton.

## Resultats electroforesis
L'electroforesi és una tècnica de separació de diferents molècules segons la seva mobilitat quan estan en contacte amb un camp elèctric. Depenent de la tècnica usada, la separació obeeix a la càrrega elèctrica i a la massa de les molècules.
Si efectuéssim una electroforesi de les proteïnes d'una mostra del sèrum a un pH fisiològic, l'albúmina seria la més avançada, ja que té una elevada concentració de càrregues negatives.

## Tipus d'albúmina
Hi ha tres tipus principals d'albúmina:
- Seroalbúmina: proteïna del sèrum sanguini. S'encarrega de transportar substàncies de naturalesa química diversa (àcids grassos, aminoàcids…) facilitant la transferència de moltes d'elles des de la circulació sanguínia a òrgans com el fetge, els ronyons, l'intestí i el cervell. La seva funció principal és regular la pressió oncòtica de la sang (pressió osmòtica exercida per les proteïnes plasmàtiques). Presenta una gran afinitat per petites molècules hidròfobes carregades negativament.
- Ovoalbúmina: present a la clara d'ou. És la proteïna més abundant de la clara de l'ou. Es tracta d'una glicoproteïna amb grups fosfat i és la responsable de l'elevat valor nutricional de l'ou. Té una gran quantitat de metionina i cisteïna. És resistent als tractaments amb calor. Es desnaturalitza quan s'agita la clara.
- Lactoalbúmina: present a la llet. Es troba en fase dispersa en estat col·loidal. És una molècula rica en aminoàcids amb sofre i de fàcil digestió. A temperatures superiors a 60 °C es desnaturalitza i tendeix a aglomerar-se en la superfície, creant un tel.

Menys habituals:
- La legumelina del pèsol
- La leucosina del blat

## Funcions de l'albúmina
Entre les moltes funcions de l'albúmina s'hi troben: 
- Unió competitiva amb ions de calci.
- El manteniment de la pressió oncòtica (fa entre el 75% i 85% de la pressió oncòtica de la sang, que és de 20 mm Hg, equivalent a una concentració d'albúmina de 5,2 g/Dl) fet que manté la pressió sanguínia en mantenir els líquids al torrent sanguini i evitar que passin als teixits, mantenint l'equilibri. La pressió oncòtica (o coloidosmòtica) és la pressió hidroestàtica a conseqüència de l'efecte osmòtic exercit per les proteïnes dins d'un espai específic (com ara poden ser els vasos sanguinis, la matriu extracel·lular...) delimitat per una membrana selectivament permeable.
- Control del pH
- Transport de molts fàrmacs i drogues. Pot transportar tant molècules orgàniques com inorgàniques, ja que té diferents epítops o regions que es poden utilitzar com butxaques per transportar aquestes molècules. D'aquesta manera l'albúmina resulta el vehicle amb el qual les molècules poden desplaçar-se per la sang.
- Transport d'hormones tiroidals
- Transport d'àcids grassos
- Transport de bilirubina no conjugada. La bilirubina és pigment biliar que pot ser de color groc o ataronjat que resulta de la degradació de l'hemoglobina.
- Podem trobar albúmina als sucs pancreàtics entre altres components com: aigua, sals inorgàniques, peptidases inactives, amilasa pancreàtica, fosfolipases, nucleases pancreàtiques i globulina.
- Transport d'hormones liposolubles

## Nivells d'albúmina a l'organisme
A l'organisme hi ha aproximadament 500 g d'albúmina, amb una producció diària de 15 g, que pot augmentar al doble quan hi ha pèrdues i el fetge funciona normalment.
La vida mitjana de l'albúmina és de 20 dies i el seu nivell plasmàtic és de 3,5 a 5 g/dL (quan en condicions normals la concentració de proteïnes totals del plasma varia entre 6,2 i 7,9 g/dL). Es consideren valors anormals aquells que estiguin fora d'aquests, i els que estan per sota es coneixen com a hipoalbuminèmia.
Per cada 500 ml de sang que es perden, només es perden 12 g d'albúmina (4% de l'albúmina corporal total) i aquesta és substituïda per síntesi normal en 3 dies.
L'albúmina és soluble en l'aigua i en dissolucions de sal. Quan es combina amb aigua forma una dissolució que sembla homogènia, però que en realitat està formada per moltes substàncies. També és coagulable per la calor, els àcids minerals i l'èter. Pel fet de coagular-se quan s'escalfa a 71 °C és molt útil per separar precipitats que enterbolir dissolucions (així s'aclareixen dissolucions en el refinament del sucre i altres processos).
En total absència de sals es produeix tanmateix una desnaturalització irreversible. L'albúmina forma compostos insolubles amb moltes sals metàl·liques com el clorur de mercuri o el nitrat d'argent, i per tant, s'utilitza com antídot contra aquests verins.

## Conseqüències del nivell d'albúmina
La mesura de l'albúmina a la sang és un bon indicador de la funció sintètica del fetge, és a dir, de la capacitat del fetge de formar les proteïnes que normalment crea. L'albúmina se sintetitza al fetge, on també se sintetitzen altres proteïnes plasmàtiques; per tant, si l'albúmina se sintetitza correctament, les altres probablement també.
Algunes d'aquestes proteïnes plasmàtiques són la transferrina, ceruloplasmina, haptoglobina, alfa 1 glicoproteïna àcida, factors de coagulació i alguns factors del complement.
Els nivells d'albúmina en la sang poden estar per sota o per sobre del que es considera normal: als nivells disminuïts d'albúmina se'ls anomena hipoalbuminèmia, i als nivells elevats (sense interès clínic) hiperalbuminèmia.

## Aspectes d'interès
- Si no hi ha ingesta apropiada de proteïnes necessàries per al bon funcionament del cos, l'albúmina, que es troba a diferents teixits del cos, és catabolitzada i els seus components de construcció (aminoàcids) són utilitzats on són necessaris. És, per tant, com un magatzem d'aminoàcids que poden ser mobilitzats des del fetge fins als teixits perifèrics on es facilita la síntesi ex novo de proteïnes necessàries.
- L'albúmina és molt útil tant per la cuina (ovoalbúmina) com per tractar gent intoxicada amb certs tipus de verins, ja que s'uneix a la toxina. Quan es cuina les proteïnes es despleguen, recombinant-se en una nova configuració, i quan es baten perden completament la seva estructura.
- L'albúmina està present a la clara d'ou, la llet, el múscul i el plasma sanguini. Així i tot, també es produeix en les plantes, especialment a les llavors.
- Existeix l'analbuminemia, un trastorn poc freqüent autosòmic recessiu on la seroalbúmina no és present a la persona.